# Плятерув (гміна)
Гміна Плятерув (пол. Gmina Platerów) — сільська гміна у центральній Польщі. Належить до Лосицького повіту Мазовецького воєводства.
Станом на 31 грудня 2011 у гміні проживало 5192 особи.

## Площа
Згідно з даними за 2007 рік площа гміни становила 128.97 км², у тому числі:
- орні землі: 70.00 %
- ліси: 23.00 %

Таким чином, площа гміни становить 16.71 % площі повіту.

## Населення
Станом на 31 грудня 2011:
| Опис     | Загалом | Загалом | Чоловіки | Чоловіки | Жінки | Жінки |
| -------- | ------- | ------- | -------- | -------- | ----- | ----- |
| одиниця  | осіб    | %       | осіб     | %        | осіб  | %     |
| все      | 5192    | 100     | 2640     | 50.85    | 2552  | 49.15 |
| міське   | 0       | 100     | 0        |          | 0     |       |
| сільське | 5192    | 100     | 2640     | 50.85    | 2552  | 49.15 |

## Сусідні гміни
Гміна Плятерув межує з такими гмінами: Дорогочин, Корчев, Лосіце, Пшесмики, Сарнакі, Сім'ятичі, Стара Корниця.